# Citroën C1

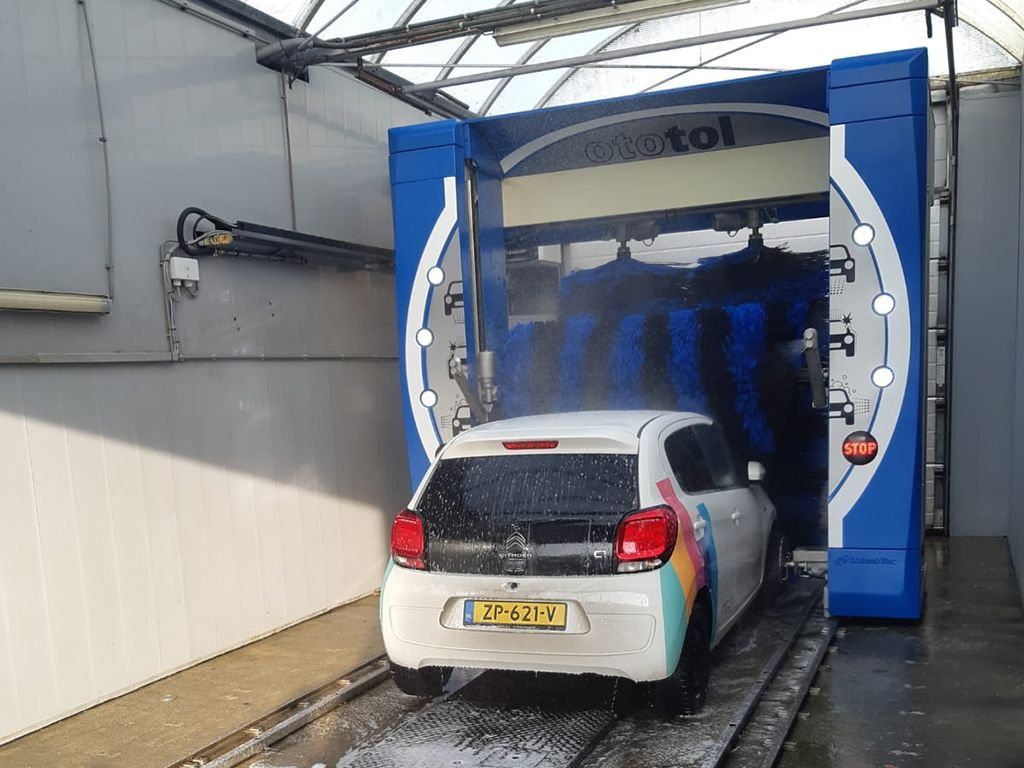

Het model Citroën C1 is de Citroën-versie van de door PSA Peugeot Citroën en Toyota Motor Corporation gezamenlijk ontwikkelde miniklasse-auto. De Citroën is het kleinste model binnen de C-Serie en is hierdoor uitstekend voor het stadsverkeer. De C1 wordt hier ook vaak voor gebruikt vanwege zijn spaarzame verbruik: 4,6 liter per 100 kilometer. De Citroën C1 heeft een lengte van 3,4 meter en een breedte van 1,6 meter. Evenals de Toyota Aygo en de Peugeot 107 bereikt de Citroën C1 een topsnelheid van 157 kilometer per uur. De Citroën C1 is beschikbaar in 3deurs versie en in 5deurs versie. De C1 staat bekend om zijn zuinigheid en is met zijn verbruik een van de zuinigste auto's op de markt. In het jaar 2005/2006 haalde de C1 de tweede plaats op het gebied van milieuvriendelijkheid. Voor meer informatie zie Citroën C1, Peugeot 107/108 en Toyota Aygo voor de drie modellen samen.

## Einde productie
Eind 2020 werd bekend dat de Citroën C1 en Peugeot 108, voertuigen in het A-segment, nauwelijks nog rendabel zijn voor PSA. Als oorzaken worden de kleine marges en CO2-emissie genoemd. De fabrikant besloot daarop om de twee modellen in 2021 uit productie te nemen.